# Xilomarimba
La xilomarimba o xilorimba è uno strumento musicale a percussione appartenente alla famiglia degli idiofono che è nato come fusione dello xilofono con la marimba.
Rispetto agli strumenti originali presenta il vantaggio di avere una maggior estensione: si va dalle 5 ottave (dal Do2 al Do7) fino a 5,3 (dal La1 al Do7). In più il fatto di avere i risuonatori movibili, permette di poterlo utilizzare come marimba o come xilofono a seconda dell'occasione.
Lo strumento moderno è costituito da una serie di tasti di legno, di differente lunghezza e larghezza (come nella marimba, mentre nello xilofono i tasti sono tutti di uguale dimensione), disposti secondo lo stesso ordine che ritroviamo nelle tastiere dei pianoforti (tasti neri, tasti bianchi). Nel registro basso i tasti sono lunghi e larghi. Man mano che ci si sposta verso il registro acuto i tasti diventano più stretti e più corti. Ad ogni tasto è associata una canna di risonanza che amplifica il suono prodotto dalla percussione del suddetto tasto. I tasti vengono percossi da battenti o mazzuole (mallets in inglese) che possono essere di diversi materiali: legno o plastica, per ottenere suoni forti e cristallini, come quelli dello xilofono, oppure di gomma o rivestite in feltro o corda per suoni morbidi e vellutati, soprattutto nei registri più bassi, come quelli della marimba.
La gamma dinamica è molto ampia, potendo andare dal pianissimo al fortissimo. Rispetto allo xilofono, soprattutto nella tessitura alta, si ha un miglioramento del suono dovuto alla presenza dei tubi di risonanza.

## Compositori che hanno utilizzato la xilomarimba
Goffredo Petrassi nei suoi 6º e 7º concerto, ha utilizzato la xilomarimba, per diversi assolo con cambiamento di mazzuoli, che mettono in risalto le caratteristiche dello strumento In particolare, nel terzo movimento del 6º concerto è presente "Un assolo famoso, che si porta oggi come pezzo di bravura tecnica ai diplomi di percussione nei conservatori" (Zosi).
Anche Luigi Dallapiccola l'ha utilizzata in diverse composizioni.